# Абу Сайфуллах Шишані
Абу Сайфуллах Шишані, справжнє ім'я — Магомед-Алі Емійович Ісраїлов (народився 3 січня 1988 року в селі Курчалой Шалінського району ЧІАРСР) — активний учасник суннітських повстань у Сирії та Іраку, один із старших амірів ІД, військовий амір Мосула (столиця ІД), керував обороною Мосула, очолював загони ІД у Сирії та Іраку, а також був релігійним проповідником і досконало володів арабською мовою. Через його промовисті проповіді чеченською мовою почався великий відтік чеченської молоді до Сирії, щоб приєднатися до ІД. Загинув у Мосулі 4 червня 2017 року.